# コサギ
コサギ（小鷺、Egretta garzetta）は、サギ科に分類される鳥。小型のサギであり、チュウサギよりもさらに小さいので、この名で呼ばれる。羽毛は白く、嘴は黒く細長い。脚は黒く長く、西部の亜種では足が黄色い。浅瀬や陸上で餌を探し、さまざまな小動物を捕食する水鳥である。コロニーを作って繁殖し、他の水鳥と一緒になることが多く、木や低木、ヨシ原に枝で巣を作る。青緑色の卵を3-5個産み、両親が約3週間抱卵し、雛は孵化後約6週間で巣立つ。
アジア、アフリカ、オーストラリア、ヨーロッパの温帯から熱帯の湿地帯が繁殖地である。分布域は徐々に北に拡大しており、現在は安定した個体群がイギリスに生息している。
温暖な地域では、ほとんどの個体群が定住しており、ヨーロッパを含む北方の個体群は、越冬のためアフリカや南アジアへ渡りをする。繁殖期後の晩夏には北へ移動することもあり、この分散が近年の分布域拡大の要因となっている可能性がある。かつては西ヨーロッパでよく見られたが、19世紀に帽子の装飾用の羽根を得るために大量に狩猟され、北西ヨーロッパでは局所的に絶滅し、南部でも数が減少した。1950年頃、南ヨーロッパでこの種を保護するための法律が導入され、個体数が増加し始めた。21世紀初頭までに、フランス、オランダ、アイルランド、イギリスで再び繁殖している。分布域は西方へと拡大し続け、新世界に定着し始めている。1954年にバルバドスで初めて目撃され、1994年に初めて繁殖した。国際自然保護連合のレッドリストでは、低危険種と評価されている。

## 分類
スウェーデンの博物学者であるカール・フォン・リンネにより、1766年に彼の著書『自然の体系』第12版の中で Ardea garzetta として正式に記載された。現在は1817年にドイツの博物学者であるヨハン・フォースターがコサギを模式種として設立したコサギ属に、他の12種とともに分類されている。属名はプロヴァンス語の「Aigrette (白鷺)」に由来し、「Aigron (サギ)」の指小辞である。種小名はイタリア語名の「garzetta」または「sgarzetta」に由来する。
国際鳥類学者連合のリストには、2つの亜種が認められている。オーストラリアとニュージーランドの個体群を亜種 E. g. immaculata とする見解もある。
- E. g. garzetta (Linnaeus, 1766) – ヨーロッパ、アフリカ、南東部を除くアジアのほとんどの地域に分布する基亜種。
- E. g. nigripes (Temminck, 1840) – スンダ列島、オーストラリア、ニュージーランドに分布する。

西アフリカと紅海からインドにかけ分布するアフリカクロサギ、東アフリカ、マダガスカル、コモロ諸島、アルダブラ環礁に分布するマダガスカルクロサギは、かつて本種の亜種とされていた。

## 形態

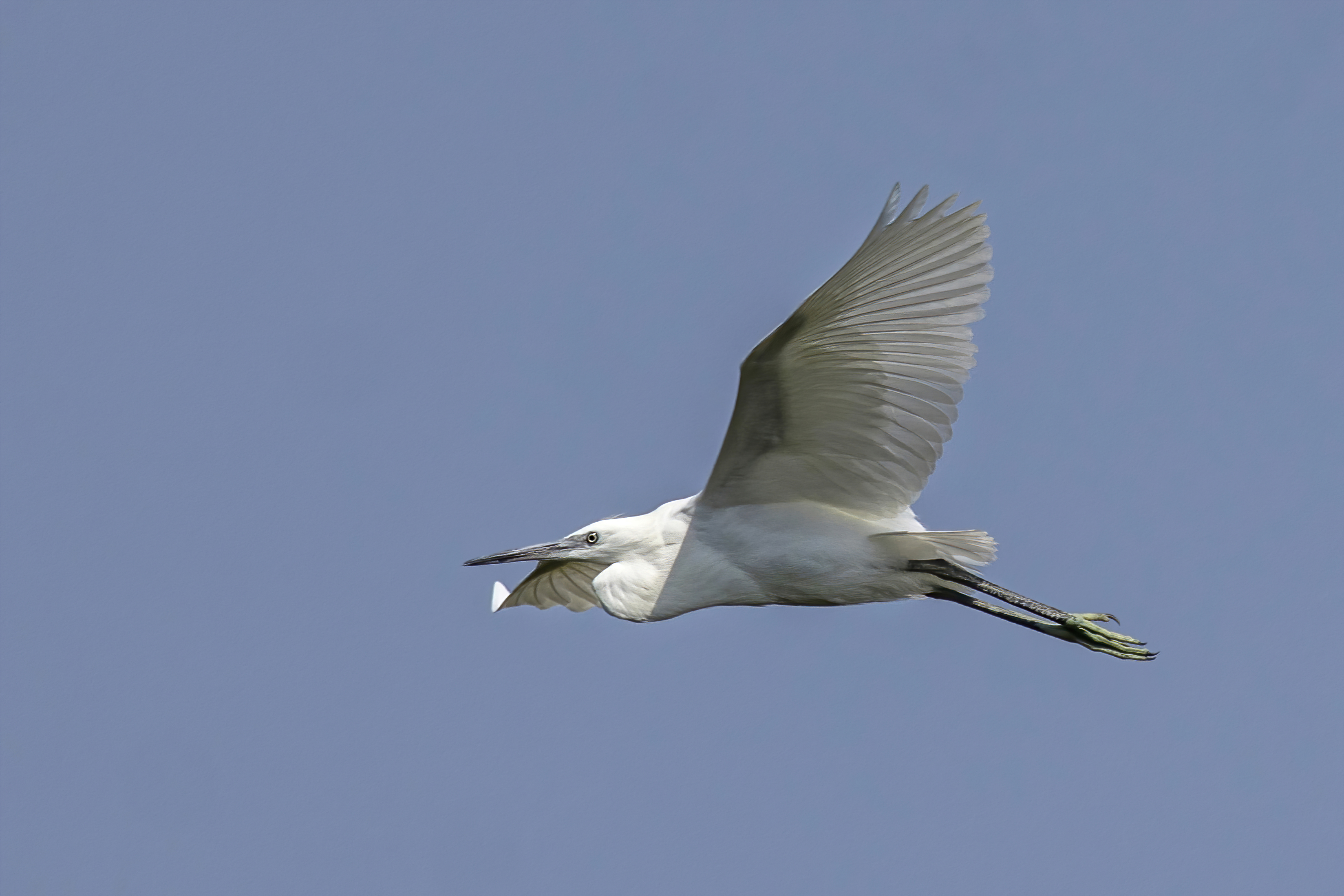
飛翔

成鳥は全長55-65cm、翼開長88-106cm、体重350-550gである。羽毛は通常全体が白色だが、青みがかった灰色の羽毛をした暗色型も知られる。アフリカ東部とマダガスカルには暗色型がいるが、北半球ではあまり見られず、日本ではわずかに記録があり、例えば2013年9月18日頃神奈川県川崎市多摩区の多摩川で暗色型が確認され、山階鳥類研究所の茂田良光によればその20年前にも同じく多摩川で見られた。夏の繁殖期には頭に2本の長い冠羽が現れる。冠羽は約150mmで、非常に細く尖っている。胸にも羽毛があるが、より広がっている。細長い肩羽毛が数枚あり、長さは200mmにもなる。冬羽も似ているが、肩羽が短く、見た目もより普通である。嘴は細長く、嘴と頬は黒色である。下顎の付け根と眼先は緑がかった灰色の皮膚が剥き出しになっており、虹彩は黄色である。眼の周りは水色で縁取られる。脚は黒く、足は黄色い。幼鳥は非繁殖期の成鳥と似ているが、脚は緑がかった黒色で、足はより鈍い黄色である。灰色または茶色がかった羽毛が一定の割合で混ざる場合がある。亜種 nigripes は、嘴と眼先の皮膚が黄色で、足が黒みがかる。求愛時には婚姻色が見られ、嘴が赤くなり、黄色い足も赤色や桃色になる。脚、頸、嘴はダイサギほど長くはない。足が黄色いことと、夏羽では頭に2本の冠羽が現れること、背の飾り羽は先が巻き上がることで、ダイサギやチュウサギと区別できる（ダイサギとチュウサギは巻き上がらない）。

## 分布と生息地
基亜種は南ヨーロッパ、中東、アフリカの大部分、南アジアで繁殖する。北ヨーロッパの個体群は渡り鳥で、ほとんどがアフリカへ渡りをするが、一部は南ヨーロッパに留まり、アジアの個体群の一部はフィリピンへ渡る。亜種 nigripes はインドネシアとニューギニアに分布し、亜種 immaculata はオーストラリアとニュージーランドに分布するが、ニュージーランドでは繁殖しない。20世紀後半には、コサギの分布域はヨーロッパの北方と新世界へ拡大し、1994年にはバルバドスで繁殖個体群が確立された。それ以来、カリブ海地域や米国の大西洋岸にも分布が広がっている。
生息地は幅広く、湖、川辺、運河、池、潟湖、沼地、湿原、水田、水没した土地などがあり、開けた場所を好む。海岸ではマングローブ林、沼地、干潟、砂浜、岩礁に生息する。イタリアでは水田が重要な生息地であり、アフリカでは海岸とマングローブ林が重要な生息地である。牛など有蹄類の間を移動することが多い。

## 生態と行動
社交的な鳥であり、小さな群れでよく見られる。獲物の量にもよるが、自身の餌場に近づく個体を追い出そうとすることが多い。採食縄張りに侵入する同種とよく争いをする。
大抵は鳴かないが、繁殖地では様々な鳴き声を発し、邪魔されると耳障りな警戒音を発する。その鳴き声は時々一緒にいるゴイサギやアマサギと区別がつかない。「ギャウ」「ガァー」「ガォ」と大きな声で威嚇する。チュウサギは「ゴァー」、ダイサギは「ガァァァ」、アマサギは「カウ アウ」、クロサギは「ガッ」と鳴くので、他のサギと区別できる。

### 食性

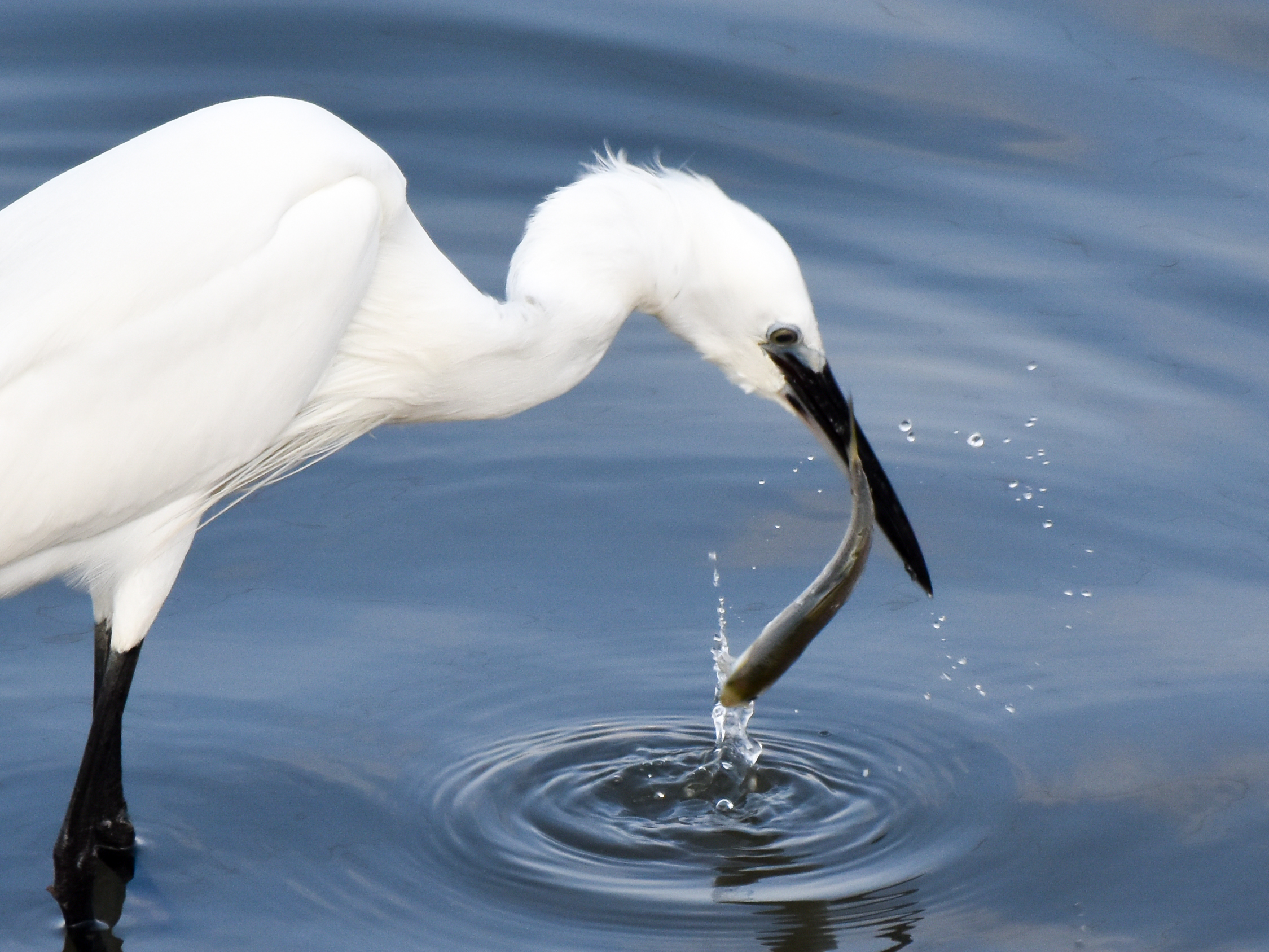
魚を捕らえた様子

様々な方法で餌を得る。浅瀬で翼を上げて走ることで獲物を驚かせ捕らえる方法、前へ進める足を小刻みに前後に震わせ、獲物が物かげから飛び出したところをすかさず捕らえる方法がある。立ち止まって獲物を待ち伏せすることもある。ウが驚かせた魚や、人間が水中にパンを投げて集まってきた魚を捕らえることが知られている。陸上では獲物を追いかけるが、家畜に驚かされた生物や、家畜についたダニを食べ、腐肉をあさることもある。主食は魚だが、両生類、小型爬虫類、哺乳類、鳥類、甲殻類、軟体動物、昆虫、クモ、蠕虫も食べる。早朝にサギ山から飛び立ち、隊列を組んで採食しに行く。

### 繁殖
他の渉禽類と一緒に集団繁殖地を作って営巣することが多く、「サギ山」と呼ばれる。インド西部の海岸では、これらの繁殖地が市街地に作られることもあり、アマサギ、ゴイサギ、クロトキなどと同所的に繁殖する。ヨーロッパではカンムリサギ、アマサギ、ゴイサギ、ブロンズトキと同所的に繁殖する。巣は木や低木、ヨシ原や竹林に、棒を材料として作られる。カーボベルデ諸島などでは、崖に巣を作る。巣から約3-4m圏内に小さな繁殖縄張りを持ち、つがいで守る。 3-5個の卵が21-25日間抱卵された後に孵化する。卵は楕円形で光沢が無く、淡い青緑色である。幼鳥は白い羽毛に覆われ、両親に育てられ、40-45日後に巣立つ。

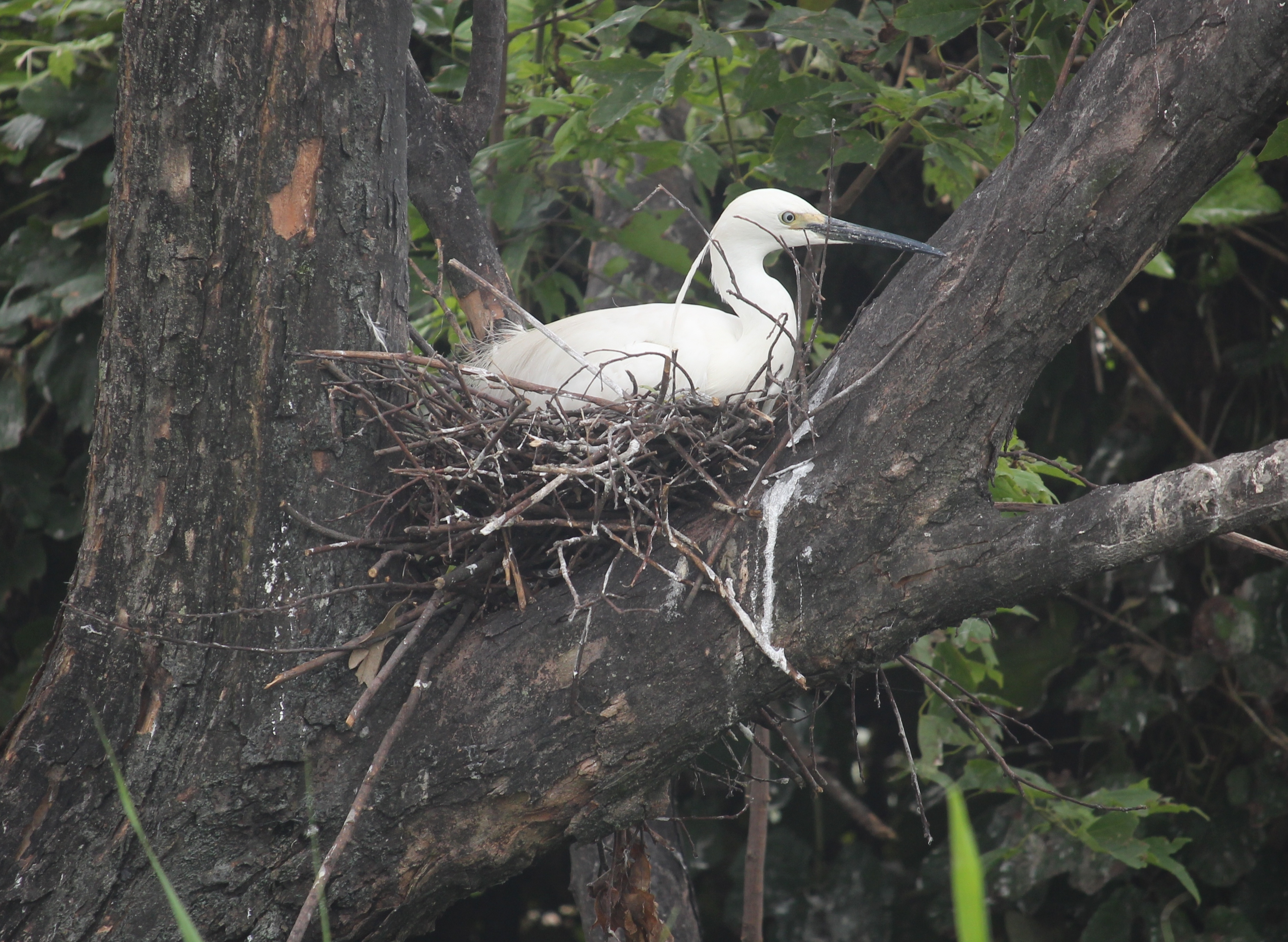
巣と抱卵中の親
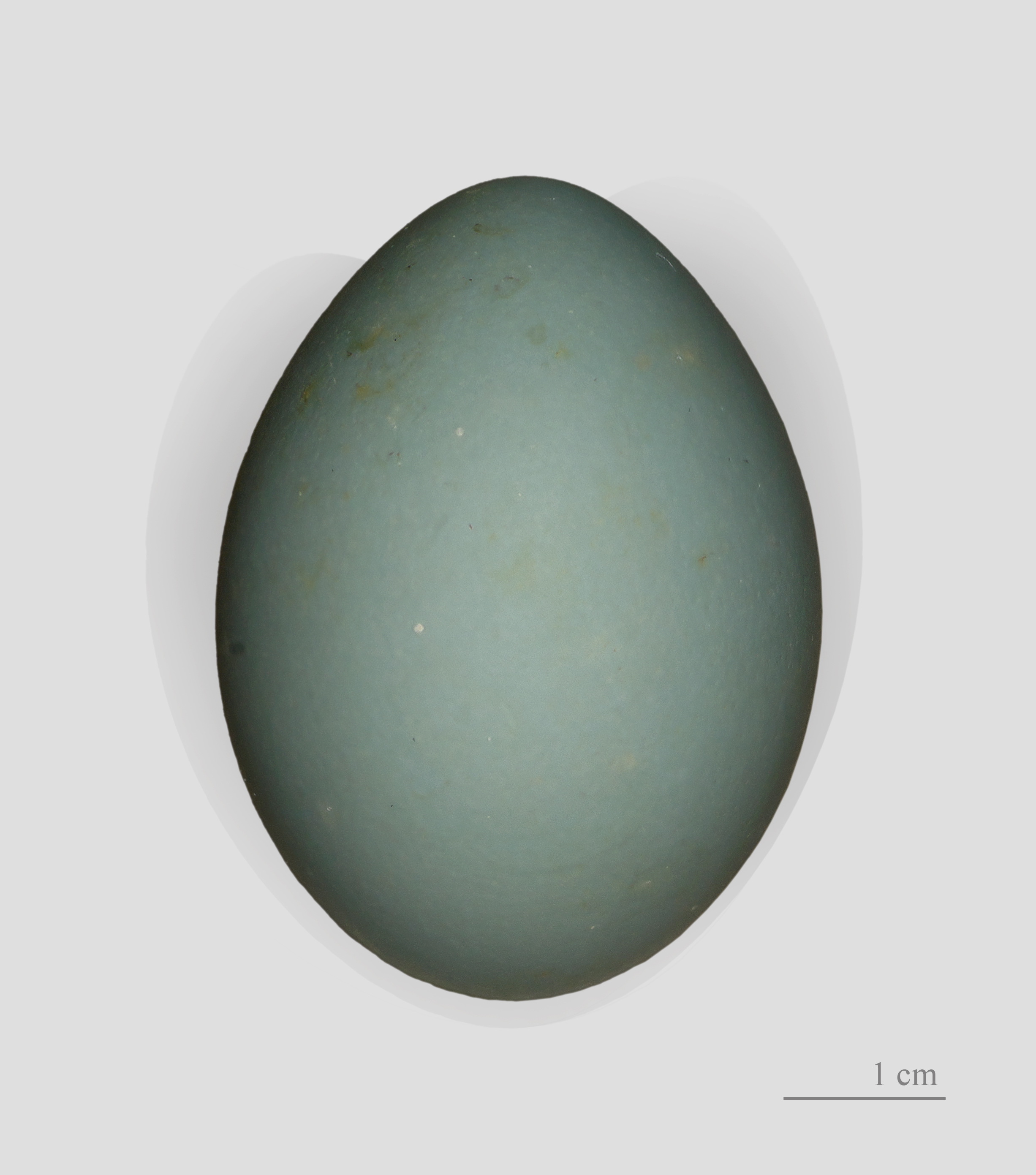
卵
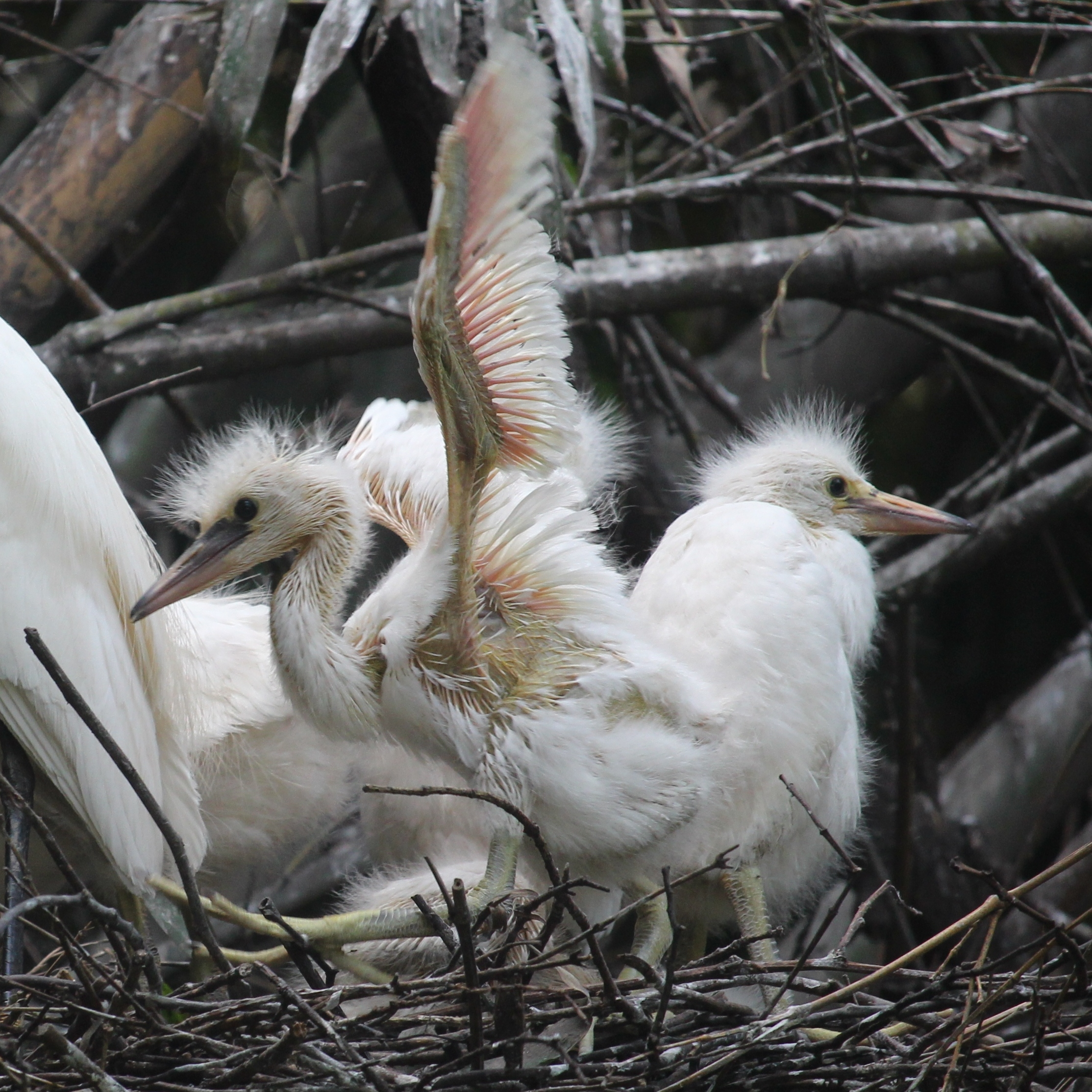
幼鳥
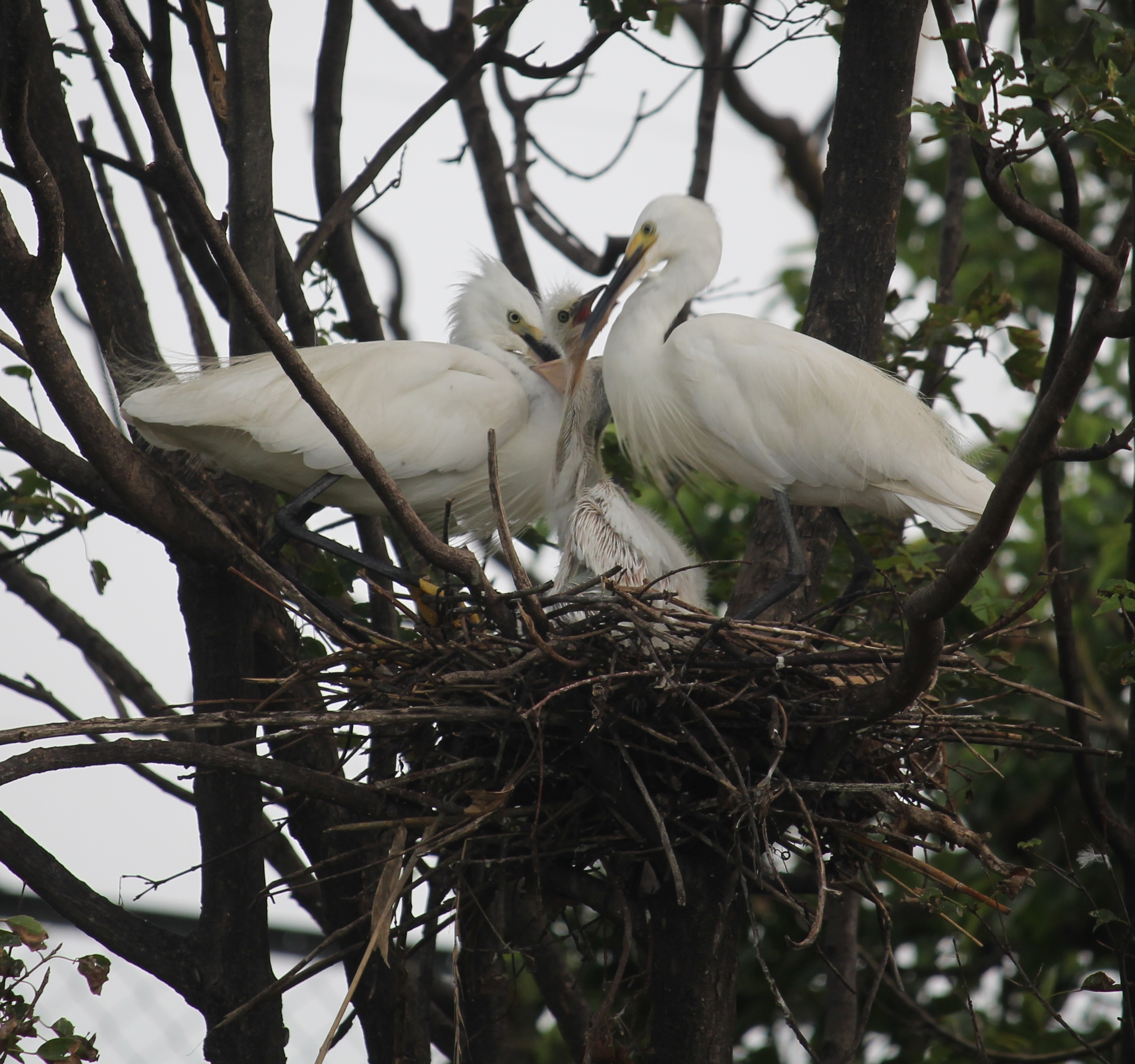
親と幼鳥

## 現状と保全
世界的には絶滅危惧種に指定されておらず、過去数十年間で生息範囲は拡大している。国際自然保護連合のレッドリストでは、分布域の広さと個体数の多さから、低危険種とされている。

### 北ヨーロッパでの状況
歴史学的研究によると、かつてはアイルランドとイギリスに生息しており、おそらく普通種であったが、中世後期の乱獲と小氷期初期の気候変動が重なり絶滅した。1465年にカウッド城で行われたジョージ・ネヴィルのヨーク大司教就任を祝う宴会で提供されたものの中は、多数の鳥類の中に1000羽のコサギが含まれていたため、当時のイングランド北部には相当数のコサギが生息していたことが分かる。1429年のヘンリー6世の戴冠式の宴会にもコサギの名前が記されている。コサギは16世紀半ばまでに希少となり、王に献上するコサギをより南へ探しに行く必要があった。トーマス・ビウィックは1804年に、もしそれがネヴィルの宴会のメニューに記載されている鳥と同じものなら、「この種がこの国でほぼ絶滅したのも不思議ではない」とした。

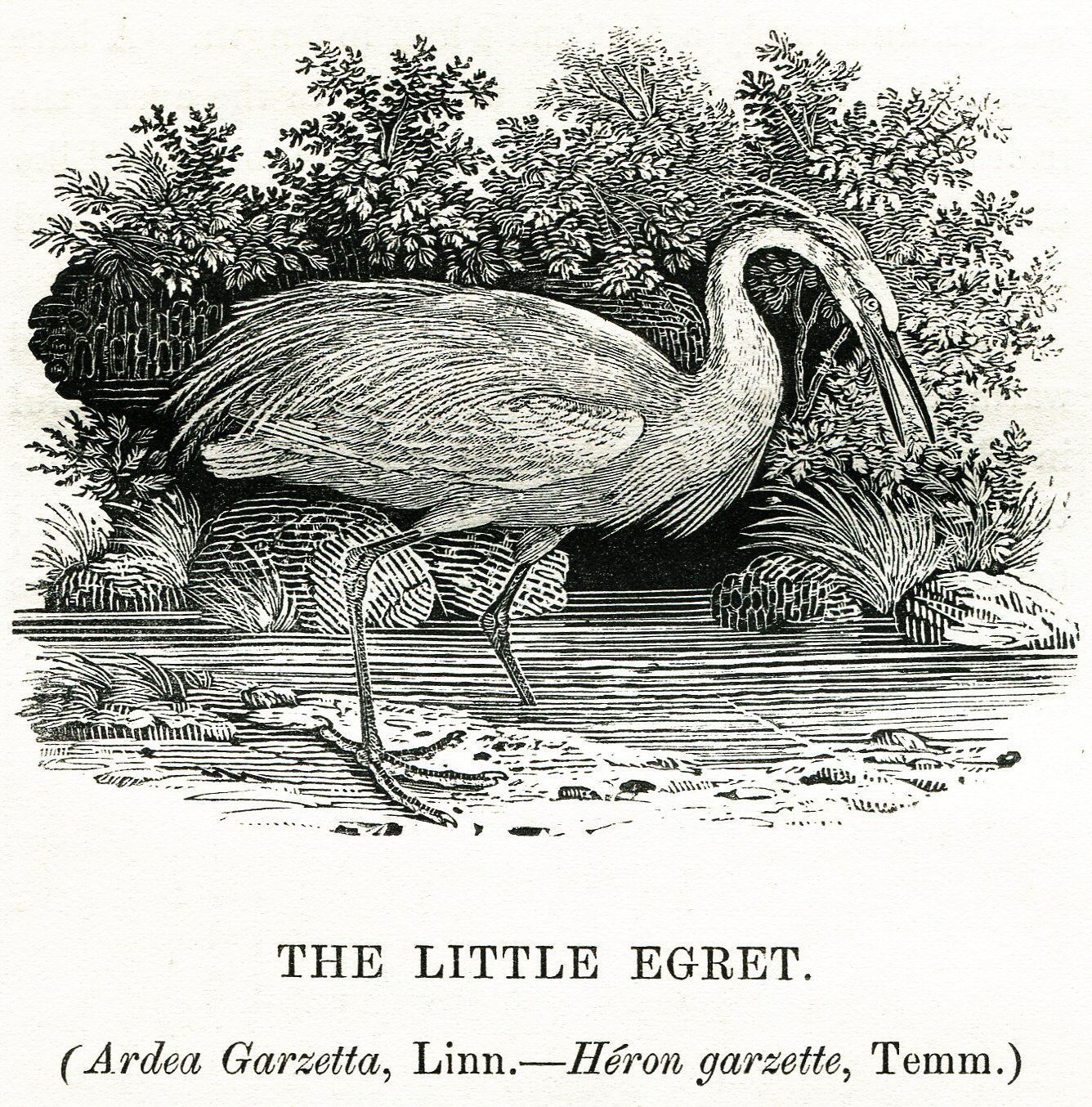
ビウィックの著作『英国の鳥類史』内の挿絵

ヨーロッパ全土ではコサギを含めたサギの羽毛が帽子の装飾に需要があり、さらに減少が進んだ。少なくとも17世紀から羽毛取引に使われていたが、19世紀には大流行し、ディーラーを経由するサギの皮の数は数百万枚に達した。完全な統計は存在しないが、1885年の最初の3か月でロンドンで75万枚のサギの皮が売れ、1887年にはロンドンのあるディーラーが200万枚のサギの皮を売った。サギを殺さずに羽を得るためのサギ農場が設立されたが、「ミサゴの羽毛」の供給の大半は狩猟によって得られていたため、個体数は危険なほど減少し、1889年に王立鳥類保護協会が設立されるきっかけとなった。
1950年代までに、ヨーロッパでの分布は南ヨーロッパに限定され、種を保護する法律が導入された。これにより個体数は大幅に回復し、その後数十年間でフランス西部、後に北海岸でますます一般的になった。1979年にはオランダでの繁殖が再び始まり、1990年代以降も繁殖が続いた。ヨーロッパでは約22,700組のつがいが繁殖していると考えられており、スペイン、フランス、イタリアでは個体数が安定または増加しているが、ギリシャでは減少している。
英国では16世紀に姿を消し、20世紀後半までは珍しい迷鳥であり、繁殖もしていなかった。最近では定期的に繁殖が起こっており、沿岸の適切な生息地には、大量に生息していることもある。イングランドでの最近の繁殖記録は、1996年のドーセット州のブラウンシー島であり、2002年にはウェールズで初めて繁殖した。その後個体数は急速に増加し、2008年には750組を超えるつがいが約70のコロニーで繁殖し、繁殖後の2008年9月には個体数が合計4,540羽に達した。スコットランドでの最初の繁殖は、2020年にダンフリーズ・アンド・ガロウェイで記録された。アイルランドでは1997年にコーク県で初めて繁殖し、それ以来個体数は急速に増加し、2010年までにアイルランドのほとんどの地域で繁殖が行われた。2010年から2012年にかけての寒波により一時的に後退したが、その分布は広がり続けている。

### オーストラリアでの状況
オーストラリアでは、その状態は州によって異なる。1986年のビクトリア州動植物保護法では「絶滅危惧種」として記載されている。この法律に基づき、個体数の回復と将来の管理のための行動声明が作成された。2007年のビクトリア州の絶滅危惧脊椎動物の勧告リストでは、絶滅危惧種として記載されている。

### 新世界への進出
コサギの分布域は拡大し続け、新世界にも定着し始めている。新世界での最初の記録は1954年4月のバルバドスでのものである。1994年には同島で繁殖を始め、現在はバハマ諸島でも繁殖している。これらの個体は西アフリカから渡ってきた可能性がある。また、スペインで行われた鳥類標識調査による足環の付いた個体が記録されている。外見はユキコサギに非常に似ており、バルバドスではユキコサギと営巣地を共有しているが、どちらも最近到着したばかりである。コサギはより大きく、より多様な採餌戦略を持ち、餌場を支配している。
コサギは新世界のより広い範囲で頻繁に見られるようになり、南はスリナムやブラジルから、北はニューファンドランド島、ケベック州、オンタリオ州まで観察されている。北アメリカ大陸東海岸の個体は、カリブ海から来たユキコサギとともに北に移動したと考えられている。2011年6月、メイン州オーデュボンセンター近くのスカボロー湿地でコサギが目撃された。

## 画像

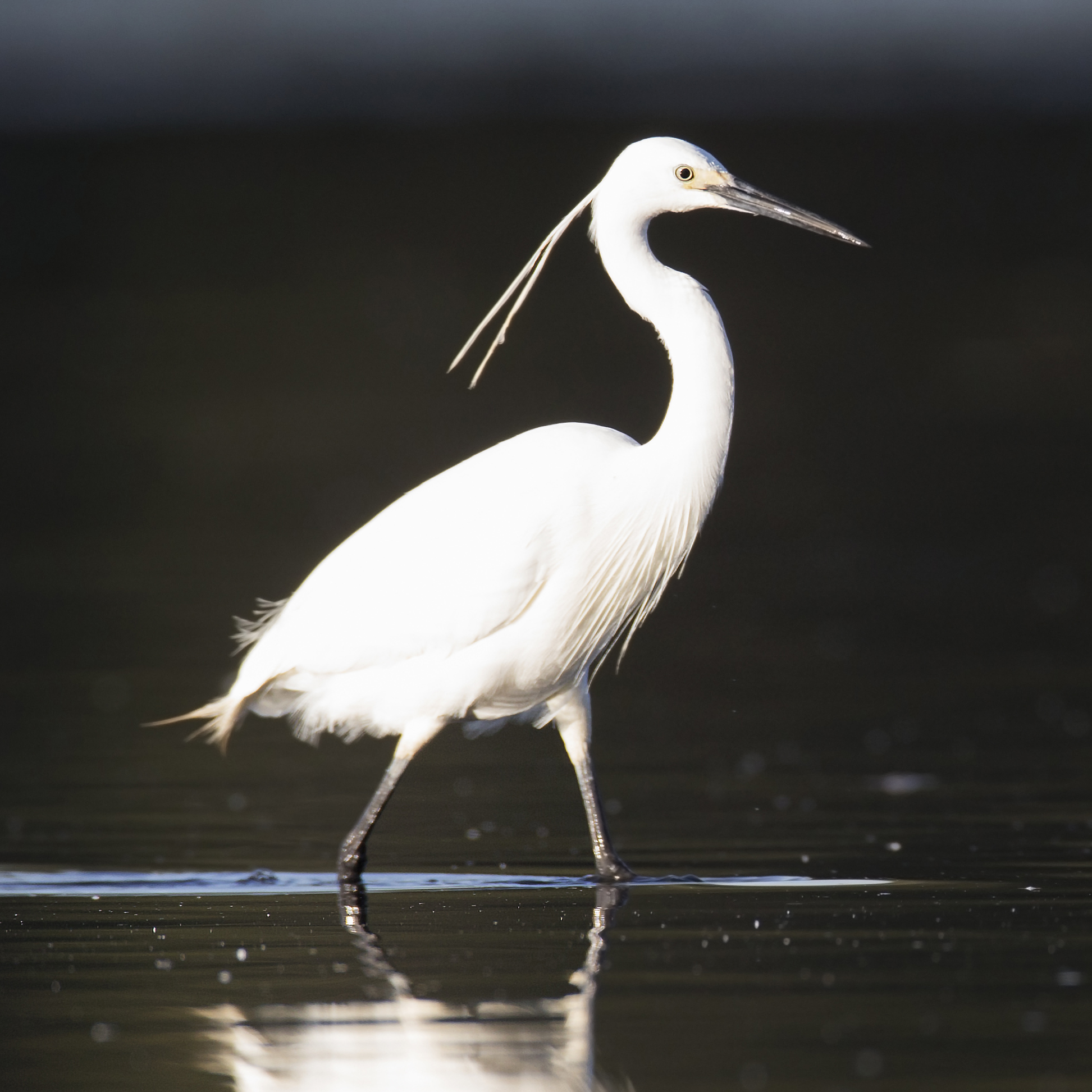
冠羽のある夏羽
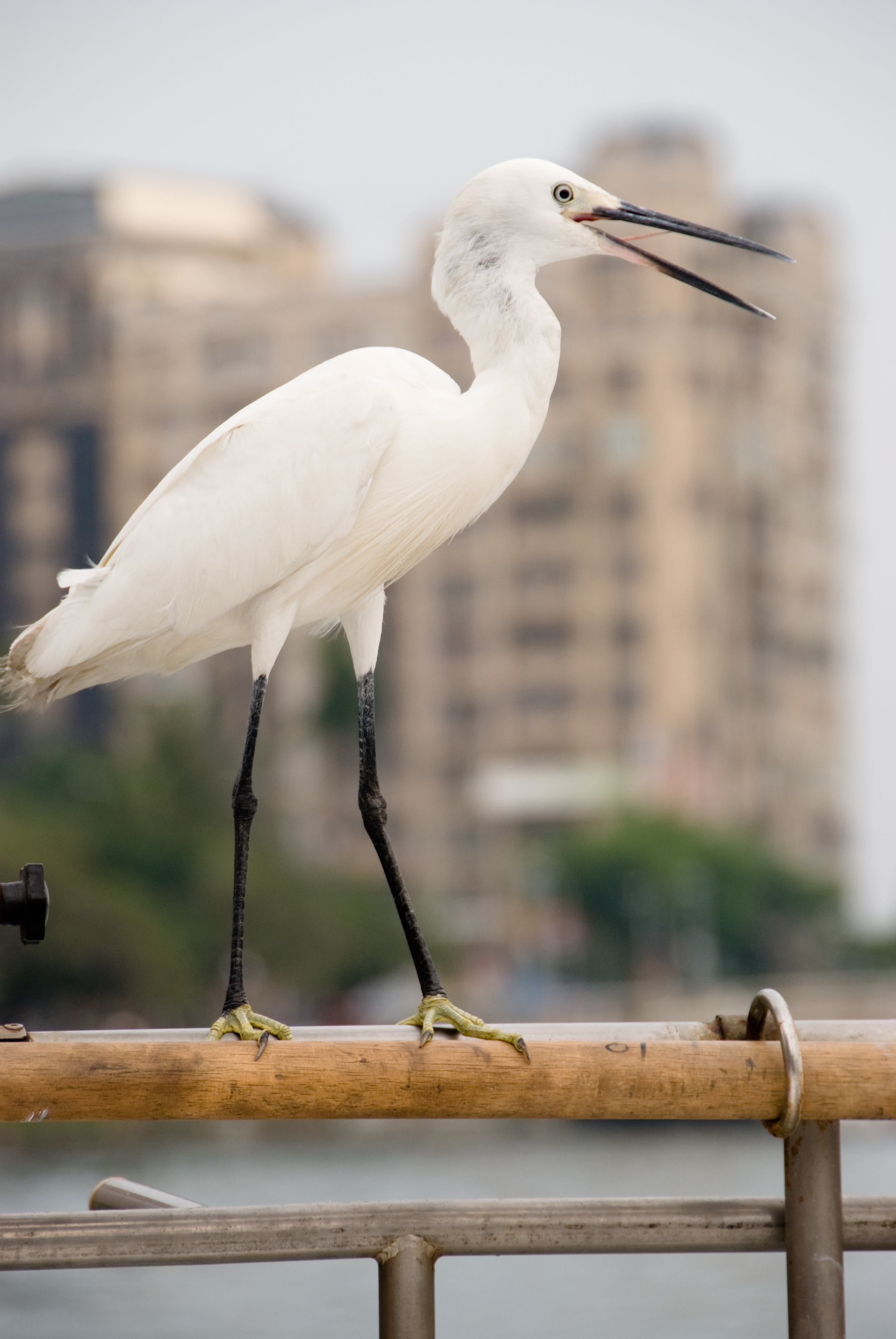
台湾のコサギ
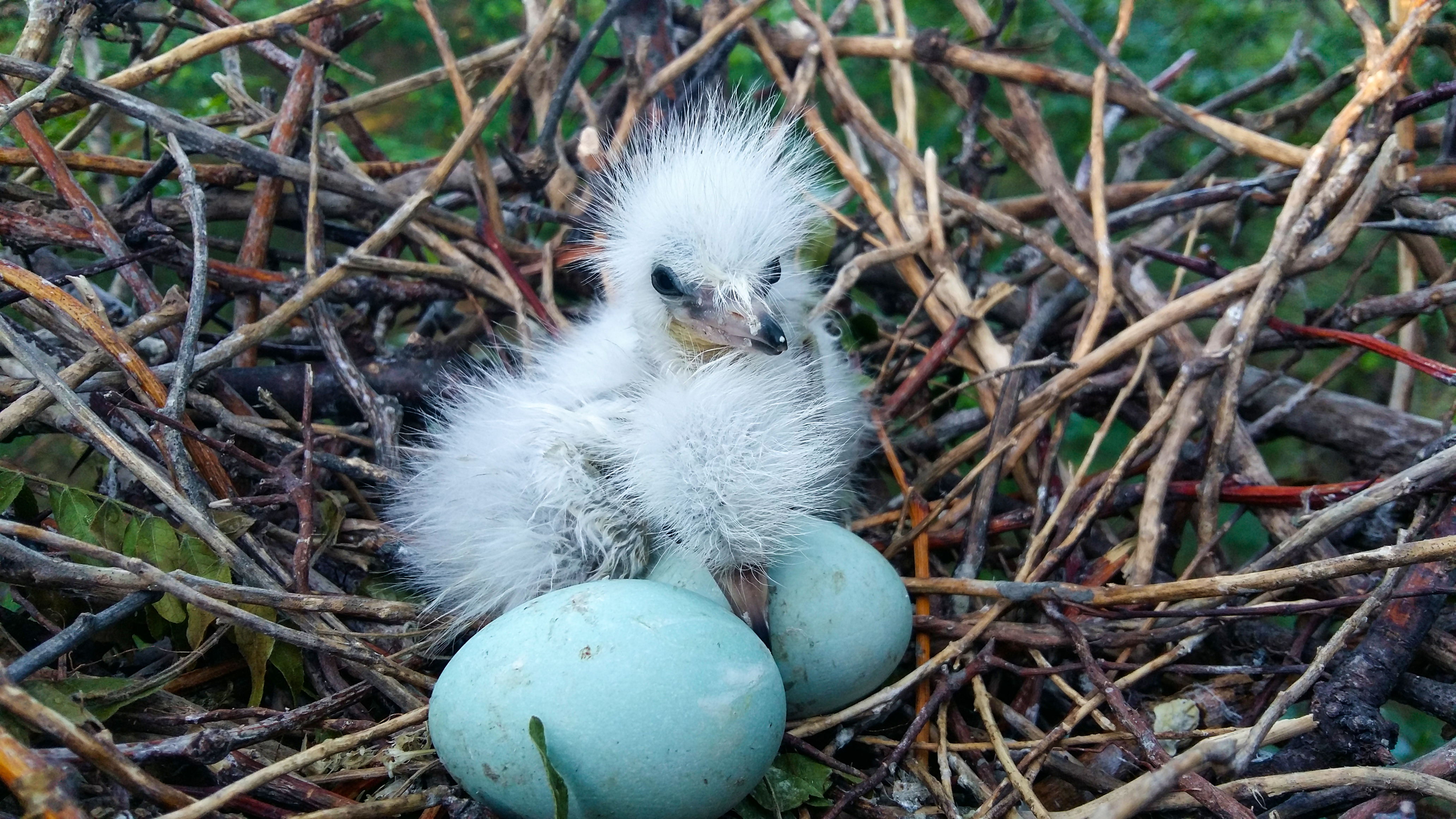
雛
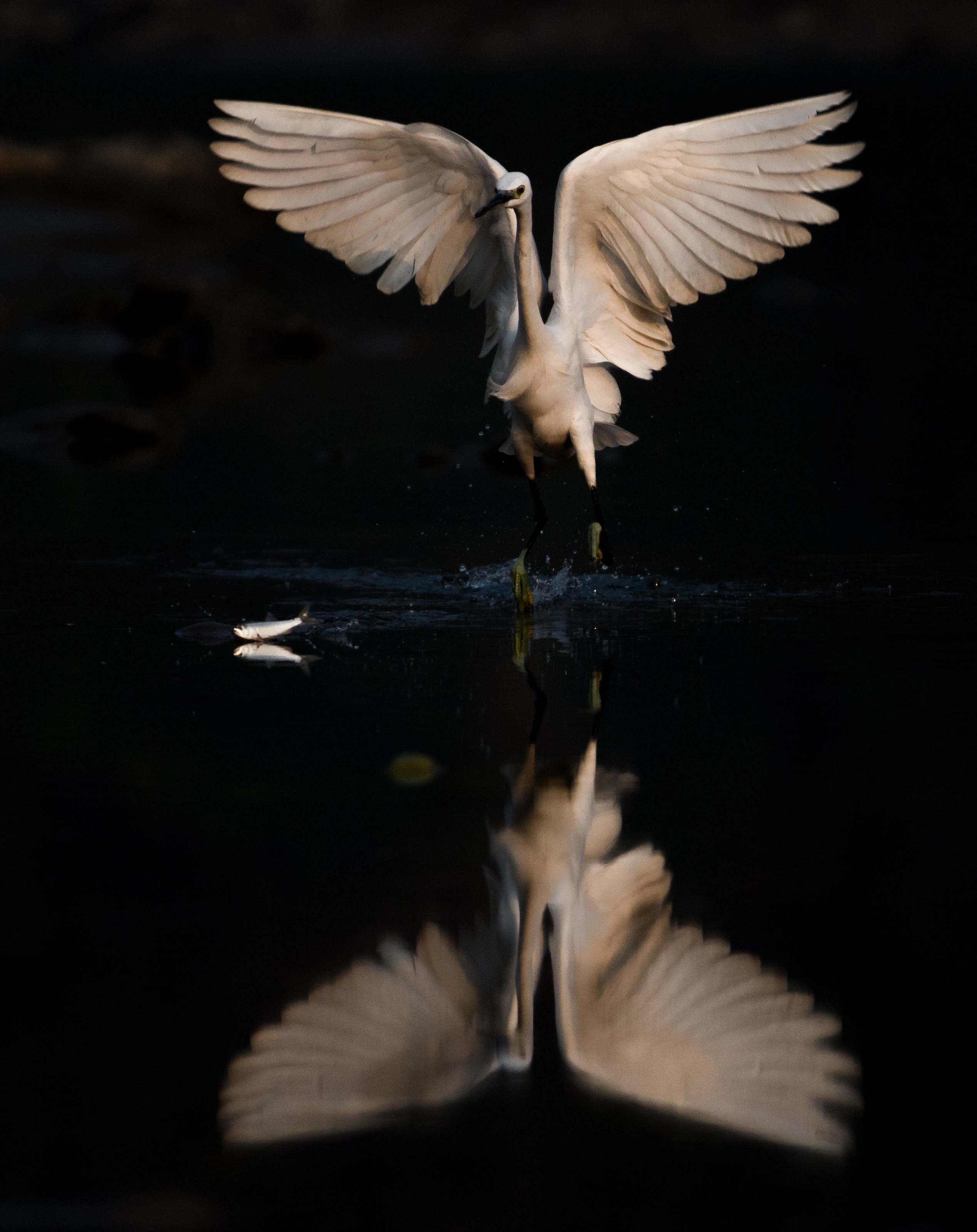
魚を追う様子
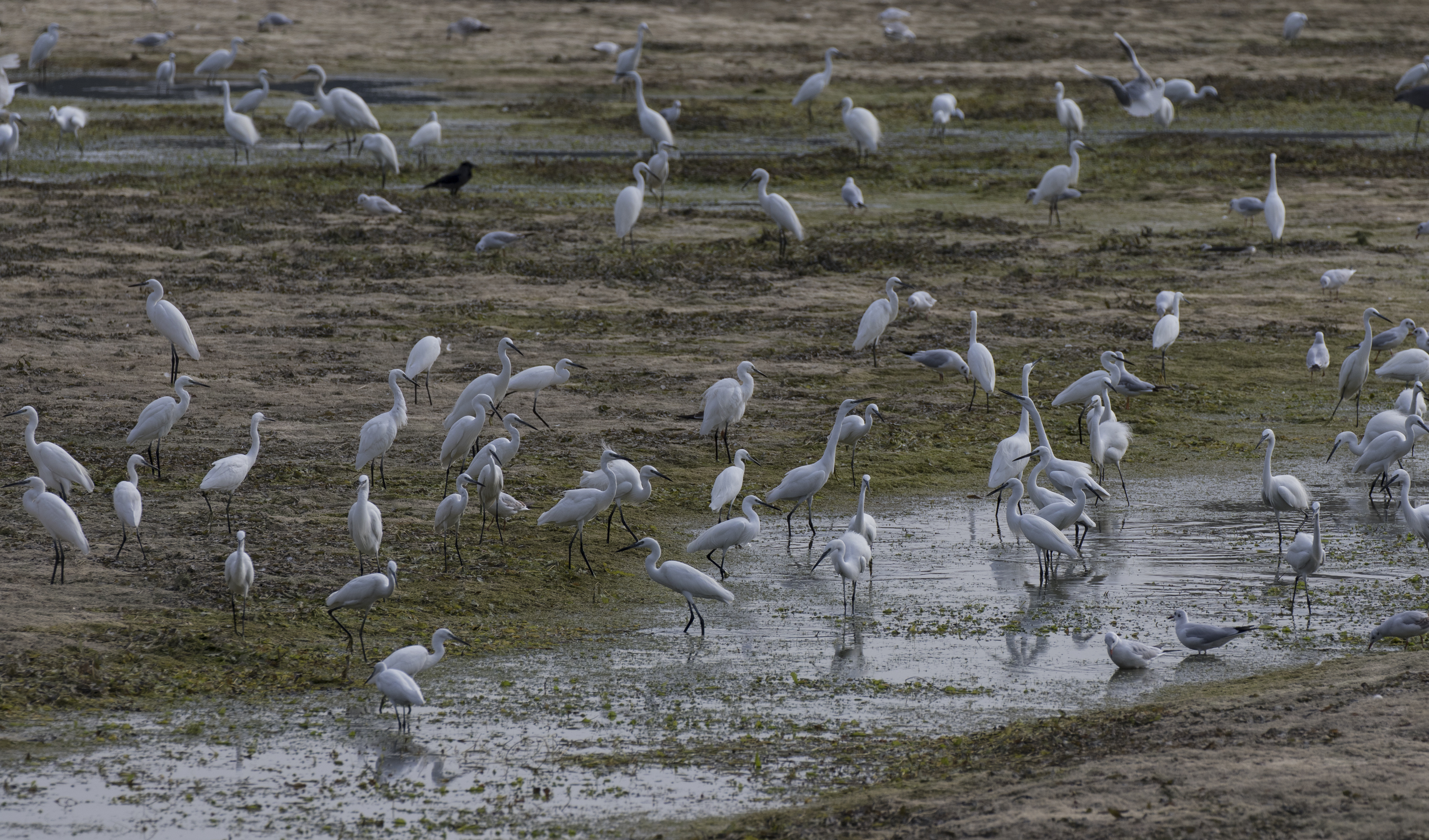
群れ